# Jun Takahashi
Jun Takahashi (高橋 盾?, Takahashi Jun; Kiryū, 21 settembre 1969) è un designer e stilista giapponese, noto principalmente per aver fondato il brand di moda Undercover e per aver aiutato a definire lo streetwear in Giappone.

## Biografia
Nato a Kiryū, nel 1988 si trasferisce a Tokyo per studiare design della moda al Bunka Fashion College, dove si diploma nel 1991.

### Attività musicale
Durante gli anni del college fonda con degli amici il gruppo musicale punk rock Tokyo Sex Pistols, cover band dei Sex Pistols, che da giovane era solito ascoltare e ammirare. Tra i membri della band figurava, come bassista, Hikaru Iwanaga, che anch'egli avrebbe trovato fortuna come designer. Takahashi era invece il cantante; da qui il suo soprannome Jonio, in quanto corrispondente di Johnny Rotten, voce dei Sex Pistols.

### Cooperazione con Nigo e Hiroshi Fujiwara
Al college ha conosciuto Tomoaki Nagao, suo compagno di classe, con cui condivideva gli stessi interessi per la moda e per la musica. Al tempo Nagao lavorava come editore per la rivista di moda giapponese Popeye e i due decisero di cimentarsi nella creazione di una rubrica mensile dedicata ai loro interessi comuni chiamata Last Orgy 2. Come suggerisce il nome, si trattava della continuazione della rubrica Last Orgy, curata da Hiroshi Fujiwara e Kan Takagi del gruppo hip hop Tiny Panx e pubblicata mensilmente sulle pagine della rivista indipendente Takarajima tra il 1987 e il 1990 circa. La rubrica di Fujiwara teneva aggiornati i suoi lettori su moda, musica, arte e cinema e il suo successo li aveva portati ad apparire sulla tv nazionale. Quella di Takahashi e Nagao ne riprendeva il concept e i due, che scrivevano sotto gli pseudonimi Jonio e 2Go, hanno ricevuto altrettanto successo. Ciò li ha resi popolari nella scena street fashion giapponese e li ha serviti di una piattaforma dove promuovere prodotti di amici e più tardi, i loro stessi brand. 
Sulla cresta dell'onda, il 1º aprile 1993, i due fondano il loro primo negozio fisico, Nowhere, aiutati da Fujiwara. Nagao, a lui introdotto proprio da Takahashi, era il suo assistente e il suo soprannome Nigo lo deve alla somiglianza fisica con il designer. La boutique era situata nella zona oggi nota come Ura-Harajuku, una rete di vicoli laterali alla strada centrale Omotesandō di Tokyo. Il negozio era diviso in due parti, una dedicata al giovane brand di Takahashi Undercover e l'altra organizzata da Nigo, che entro la fine dell'anno avrebbe fondato il suo brand A Bathing Ape. Nowhere ospitava poi capi vintage e brand di altri designer della zona. Qui sono state inaugurate collezioni di abbigliamento inedite, come il merchandise di Last Orgy 2 o AFFA (Anarchy Forever Forever Anarchy), brand fondato da Fujiwara e Takahashi. In pochi anni Urahara, ormai ricca di boutique e designer di moda emergenti, era diventato un fenomeno culturale e Nowhere ne era l'epicentro, con Takahashi, Nigo e Fujiwara come pionieri.
Nel giugno 1994 Last Orgy 2 fu conclusa, nonostante il merchandise attorno alla rubrica continuasse a svilupparsi, ma fu annunciato un sequel. Takahashi e Nigo collaborarono con Fujiwara a una nuova rubrica, Last Orgy 3, che ha esordito a settembre 1994 sulla rivista di moda giapponese Asayan. Lo scopo principale della rubrica era la promozione dei brand degli autori (Undercover, A Bathing Ape e Goodenough) e di Nowhere. Nel 1996 Takahashi e Nigo collaborarono a una nuova e ultima rubrica, 4lom, pubblicata mensilmente sulla rivista di moda giapponese Smart.

### Undercover
(Slogan di UNDERCOVER)
Ancora studente fonda il suo marchio Undercover, iniziando a personalizzare e stampare magliette, pezzo per pezzo, che cominciò a vendere nelle boutique di amici. Grazie ai progetti con Nigo, i prodotti di Undercover cominciarono ad essere pubblicati sulla loro rubrica Last Orgy 2 e venduti nella loro boutique Nowhere, trovando un ampio successo tra i giovani locali nel mondo dello street fashion.
Con l'intenzione di espandersi oltre lo streetwear, nel 1994 ha presentato sulla passerella della settimana della moda di Tokyo la prima collezione donna del brand. Il successo è immediato e il brand comincia a svilupparsi nella direzione dell'alta moda, continuando a presentare a Tokyo nuove collezioni di stagione in stagione. Il suo lavoro con le collezioni femminili attira l'attenzione della celebre Rei Kawakubo, fondatrice di Comme des Garçons e Dover Street Market, e Takahashi ne diventa presto il beniamino. Dal 2001 viene data maggiore importanza all'abbigliamento maschile, implementando una linea apposita e accompagnandolo a quello femminile nella collezione primavera/estate dello stesso anno. Incoraggiato e promosso dalla Kawakubo, Takahashi espande i suoi confini, debuttando alla settimana della moda di Parigi nel 2002. Ad essere presentata sulla passerella fu la collezione primavera/estate 2003, sotto il nome di Scab. La celebre sfilata mostrava a pieno la natura punk del brand, con cuciture a vista, toppe, borchie, buchi, frange, cerniere, fibbie e cinture, e allo stesso tempo voleva lanciare forti messaggi di natura politica, con i conflitti in corso in Afghanistan e gli attentati dell'11 settembre 2001 che avevano scioccato il mondo, facendo sfilare modelle nei tipici burqa arabi colorati e promuovendo visioni pacifiche e anarchiche tramite le grafiche della collezione. Takahashi e il suo brand si guadagnarono il plauso della critica internazionale e da quel momento le sue sfilate si tengono ogni anno a Parigi. Nel 2010 è invitato a Firenze per la sfilata di Pitti Immagine, Pitti Uomo, dove presenta la sua prima collezione unicamente maschile Less But Better, riprendendo l'iconico motto del designer Dieter Rams per creare una collezione basata sulla semplicità e sulla cura dei prodotti. Nel 2015, in occasione del 25º anniversario di Undercover, cura una grande mostra retrospettiva dedicata al brand, esposta alla Tokyo Opera City Art Gallery. Nel 2018 partecipa per la seconda volta a Pitti Uomo insieme al designer giapponese Takahiro Miyashita e al suo brand The Soloist, presentando le collezioni autunno/inverno dello stesso anno.
Le collezioni e le relative sfilate di Undercover sono pensate al dettaglio, dettate dalla creatività di Takahashi e dalla sua capacità di pensare fuori dagli schemi, di reinventarsi costantemente e di non aver mai timore nell'esporsi. I temi delle stagioni a volte riflettono l'attualità e il momento culturale che sta attraversando il mondo, esprimendo spesso visioni politiche e sociali decise – ne sono un esempio Decorated Armed Voluntary Forces (2001) e Scab (2003) che portano messaggi anti guerra, Teaser (2000) che con il suo slogan "Generation Fuck You" mirava a denunciare il declino economico del Giappone, Brainwashed Generation (2017) che denunciava l'effetto dei social media –; altre volte riprendono il passato e il contesto in cui Takahashi è cresciuto, con frequenti riferimenti a cinema e musica – ne sono un esempio le recenti Order/Disorder (2018) e The Droogs (2019) ispirate ai film di Stanley Kubrick, The New Warriors (2019) ispirata al film I guerrieri della notte, Creep Very (2021) ispirata all'anime Neon Genesis Evangelion e Kosmische (2023), tributo alla musica dei The Specials e di Manuel Göttsching –. Non vengono però mai trascurati i capi d'abbigliamento presentati e l'impatto che essi possono avere, con design intricati e stravaganti, che riflettono diverse culture e movimenti, dal punk rock al crust punk, dal grime al jazz, dal goth all'avant-garde, dallo street fashion all'alta moda, cercando un equilibrio.
La versatilità del brand di Takahashi si ritrova anche nelle numerose collaborazioni, tra cui le più note quelle con Uniqlo (dando vita a UU), Medicom Toy (sfondando nel settore degli oggetti da collezione), Supreme e Nike, che durano ancora oggi.

### Gyakusou
Nel 2010 Takahashi inizia una partnership con l'azienda di abbigliamento sportivo Nike, creando la linea Gyakusou. Si tratta di una linea incentrata sull'attrezzatura da corsa, tra calzature e abbigliamento. Il motivo dietro questa collaborazione sta nel fatto che Takahashi sia da molti anni un assiduo corridore, affiancato da un collettivo di amici corridori di Tokyo, Gyakusou International Running Association (GIRA). Il termine giapponese Gyakusou significa "correre al contrario" e allude all'abitudine del gruppo di correre intorno al parco Yoyogi-kōen di Tokyo nel verso opposto alla norma. Takahashi ha spiegato come la corsa sia un aspetto chiave della sua vita quotidiana, come cura fisica e mentale, e la sua passione lo abbia portato a correre la maratona di Honolulu più volte. La linea è volta a perfezionare la vita da corridore, migliorando scomodità che lo stesso Takahashi ha avuto modo di provare sul campo, tramite le avanzate tecnologie di Nike e l'input del designer giapponese. Le parti hanno continuato a collaborare a collezioni successive con regolarità, concentrandosi sempre di più sulla funzionalità e la vestibilità dei prodotti più che sull'estetica.

## Influenze stilistiche
Fin da giovane è appassionato di musica britannica, che nel suo periodo di crescita – anni settanta e ottanta – ha visto come protagonisti, tra gli altri, i Beatles, David Bowie e i Sex Pistols. Questi ultimi su tutti influenzano profondamente Takahashi che, viaggiando spesso a Tokyo, viene a contatto con la cultura punk legata alla band. Nella capitale conosce Seditionaries, la boutique dei coniugi Vivienne Westwood e Malcolm McLaren, coloro che hanno definito il look dei Sex Pistols e, di conseguenza, del punk in generale. Takahashi si innamora del brand e ne diventa un avido collezionista. Stabilitosi a Tokyo fonda la cover band punk rock Tokyo Sex Pistols e si immerge completamente nello stile punk, con capelli tinti, tatuaggi e vestiti personalizzati direttamente da lui. Takahashi porterà il punk nella maggior parte dei suoi lavori futuri, dal suo brand Undercover ai progetti con Hiroshi Fujiwara, altro amante del punk, come il brand AFFA fondato nel 1994 e il libro tributo a Seditionaries pubblicato negli anni duemila. Tramite Undercover è stato in grado di portare il punk più autentico sulle maggiori passerelle mondiali, non limitandosi solo all'abbigliamento, che ha reso più moderno ed elegante, ma andando anche a toccare la politica, esprimendo visioni ribelli, anarchiche, pacifiste, anti-imperialiste, anti-capitaliste.
Nel suo approccio alla moda, Rei Kawakubo ha avuto il maggiore impatto. È dopo aver assistito a una sua sfilata, tra la fine degli anni ottanta e l'inizio degli anni novanta, che Takahashi è diventato consapevole di poter esprimersi liberamente tramite la moda. La stessa Kawakubo diventerà sostenitrice e mentore di Takahashi negli anni a seguire. Insieme a lei, anche Martin Margiela e i suoi design non convenzionali hanno indirettamente contribuito a portare Takahashi sulla direzione della moda.
Oltre ai già citati, Takahashi nomina spesso i giapponesi Haruki Murakami, Yūya Uchida, Yūsaku Matsuda e Akira Kurosawa come figure di riferimento nella sua crescita.

## Riconoscimenti
- Mainichi Fashion Grand Prix New Face Prize (1997)[41]
- Mainichi Fashion Grand Prix (2001)
- Mainichi Fashion Grand Prix (2013)[42]